# Душан Марковић (свештеник)
Душан Марковић, свештеник, народни посланик, је био шесто дете учитеља Илије, нижу гимназију завршио је у Сремским Карловцима, а вишу у Нови Сад, где је и матурирао.

## Живот
Карловачко богословско училиште похађао је од 1893 — 1897. године. Из школских дана најбољи друг био му је његов земљак из Мошорина, трговачки син Светозар Влашкалић, потоњи парох мошорински и свештеномученик. Након завршеног школовања, Душан је из школе понео поред обимног знања и школован глас, општу културу и манире једног господина, што је пружала тадашња Богословија.
По овлашћењу патријарха Георгија, епископ вршачки Гаврило Змејановић је 4. августа 1898. у манастиру Хопову рукоположио свршеног богослова Душана Марковића, постављеног за протопрезвитератског помоћника у Земуну, за ђакона, а сутрадан, 5. августа, за презвитера. Мато Косовац у свом „Шематизму“ пише да је о. Душан говорио српски и немачки и да се бавио књижевношћу. 
Прво место службовања потоњег проте и једног од највиђенијих националних радника било је у Земуну, а касније је именован за пароха у земунској Горњој вароши. Данашњи хроничари Горње вароши (Н. Илић) истичу Душана Марковића, као заинтересованог за националну историју. После Првог светског рата, 1919. Душан одлази из Горње вароши. Сарађивао је са својим братом Радославом у питањима задругарства, за добробит свога народа.
Поред националног рада, којим се бавио од своје најраније младости у свим правцима националне делатности, највише се посвећивао политици. Још као омладинац показивао је политичке способности и био је један од највиђенијих бораца у Милетићевом покрету. Много се бавио и новинарством, сарађујући у свим националним листовима, а највише у „Застави“. Писао је и мање историјске списе о Земуну и његовим насељима. У његовој заоставштини остало је у рукописима доста материјала о историји Земуна.

## Рад за време Првог светског рата
Необично велике заслуге Марковићеве најбоље су уочили Аустријанци, те је у самом почетку Првог светског рата, изложен је био солдатским нападима. Демолирали су му кућу, њега шиканирали и боли бајонетима, да би га на крају ухапсили и затворили као таоца. Чак је био осуђен на смрт. Када је српска војска 1914. године прешла Саву и Дунав, одмах га је ослободила и он се ангажовао око увођења српске власти. Предводио је депутацију у Београд, на Торлак, генералу Михајлу Живковићу, команданту одбране града, да се захвали на ослобођењу и замоли га да их удостоји своје посете. Генерал је врло љубазно одложио своју посету, зато што је већ било решено да се српска војска повуче. 
Када се 13. септембра после подне пронео глас да се српска војска мора повући, у граду је настала паника због страха од аустроугарских репресалија. И одмах, око хиљаду Срба напушта Земун и прелази у Србију, спасавајући голи живот. На челу овог егзодуса био је земунски свештеник Марковић. По неким објављеним изворима (Никола Илић), око шест хиљада Земунаца потражило је спас у Мајци Србији. Тамо, о. Душан је вршио дужност војног свештеника, а уз то и болничарску у болници у Београду. Са српском војском преживео је Албанску Голготу, те је послат на Корзику, где је боловао. Тадашњи митрополит Србије, Димитрије Павловић, упутио га је у Енглеску, где је три године био наставник студентима у Оксфорду, Кембриџу и Единбургу. И тамо, велики део времена посвећивао је раду међу нашим радницима. Писао је, проповедао, те је за кратко време постао једна од најпопуларнијих личности међу Србима у Британији.

## Заслуге
По повратку, због својих заслуга на црквено-националном плану, 1921. је једногласно изабран за окружног протопрезвитера. Био је члан Конзисторије Сремско-карловачке епархије, истовремено и катихета у Краљевској вишој девојачкој школи у Земуну. Уз то био је члан епархијског савета 1932. године. Јануара 1934. на Првој скупштини новог Свештеничког удружења, прота Душан је изабран за члана Управног одбора. Касније је биран за члана ужег одбора Свештеничког удружења епархијског свештенства за архиепископију Београдско-карловачку. У марту исте године је на Другој редовној седници Епархијског савета Архиепископије Београдско-карловачке, прота Душан Марковић ушао је у финансијски одбор.
По свом политичком опредељењу, припадао је Народној радикалној странци и два пута је био биран за народног посланика (1923. и 1925) на листи Николе Пашића, за срез земунски. У другом мандату, поднео је оставку.

## Просветни рад
Крајем 1917. био старешина и предавач студентима у Единбургу и то у:
- George Heriot's School
- Lauriston School
- Ross Cooper & Stewart School
- Tutorial Institute

## Смрт
Преминуо је након једне теже операције и краћег боловања, 19. септембра 1935. године, а сахрањен је на Малу Госпојину у Земуну, граду у ком је провео цео свој свештенички век. Сахранио га епископ Сава Трлајић са 30 свештеника